# Електрометалургійний завод у Сіднеї
Електрометалургійний завод у Сіднеї – виробничий майданчик на сході Австралії.
У 1992 році в районі Руті-Гілл (Rooty Hill) ввели в дію металургійний майданчик, до основного обладнання якого відносились:
- розрахована на переробку брухту електросталеплавильна піч ємністю 85 тонн;
- агрегат піч-ківш;
- машина безперервного виливу сортової заготовки.
У 1994-му додали прокатний стан для випуску сортового прокату. 
Станом на середину 2010-х майданчик міг продукувати 400 тисяч тонн прокату на рік, а не пізніше кінця десятиліття цей показник довели до 500 тисяч тонн. При цьому потужність майданчику по заготовці дорівнювала 650 тисяч, що дозволяло постачати надлишок на металопрокатний завод у Ньюкаслі.
Завод спорудив гірничодобувний гігант BHP, який в 2000-му виділив свої металургійні активи у компанію OneSteel. В 2017-му останню придбав індійський інвестор, після чого вона змінила назву на Liberty Onesteel, а у 2019-му стала InfraBuild.